# تشيلي لبناني
التشيلي اللبناني هو مواطن تشيلي من جذور لبنانية. وصل اللبنانيون إلى التشيلي منذ أواسط القرن التاسع عشربا هربا من الجوع والفقر. يسمى اللبنانيون باللغة التشيلية بالـ«توركوس» نسبة لتركيا على أساس أن أول الواصلون أتوا من لبنان التي كانت تحت الحكم التركي العثماني. معظم المهاجرون كانوا من المسيحيين الأرثوذكس والموارنة. إلا أنهم تحولوا إلى الكاثوليكية في التشيلي. وهناك العدد القليل من المسلمين. بنى الأورثوذكس الأبرشية الأنطاكية لسانتياغو وسائر التشيلي عام 1917.

## أعلام تشيليون لبنانيون
- سيرجيو بيتار: سياسي، وزير وسيناتور
- تشيتشو هيراني: كوميدي ومقدم برامج
- حسين صباغ: سياسي
- فرناندو شمالي: مطران كاثوليكي
- نيكولاي ماسو: لاعب تنس
- جوسلينا مدينا: عارضة أزياء وراقصة
- بانشو موات: صحافي
- مارسيلا سابات: عارضة أزياء وسياسية